# پاول شرمت
پاول شرمت (روسی: Павел Григорьевич Шеремет؛ ۲۸ نوامبر ۱۹۷۱ – ۲۰ ژوئیهٔ ۲۰۱۶) یک روزنامه‌نگار سرشناس اهل بلاروس بود. وی از خبرنگاران سایت خبری «اوکرایینسکا پراوادا» (Ukrainska Pravda) بود. پاول شرمت به خاطر فعالیت‌هایش در دفاع از آزادی بیان و آزادی رسانه‌ها شهرت داشت.

## زندگی‌نامه
پاول شرمت از منتقدان رهبران اوکراین، روسیه و بلاروس از جمله الکساندر لوکاشنکو، رئیس جمهور بلاروس بود. از ژانویه ۱۹۹۸ به مدت ۲ سال در زندان بلاروس بود. شرمت همچنین در شبکه یک روسیه (ORT) فعالیت کرده بود.
وی پنج سال آخر عمر خویش در کیف زندگی می‌کرد و برای سایت اوکرایینسکا پراوادا و رادیو وستی (Vesti) کار کرد.

## درگذشت
پاول شرمت، در روز چهارشنبه ۲۰ ژوئیه ۲۰۱۶ در سن ۴۴ سالگی هنگامی که در شهر کیف، پایتخت اوکراین در حال رانندگی بود خودرویش منفجر شد که منجر به مرگ وی شد. این خودرو متعلق به اولنا پریتولا (Olena Prytula) دوست دختر آقای شرمت و مالک این سایت خبری بود.
پترو پروشنکو، رئیس‌جمهور اوکراین هم خواستار «تحقیقات فوری دربارهٔ این جنایت شده و تأکید کرده که مجرمان مجازات خواهند شد».

## جوائز
در سال ۱۹۹۵ انجمن جهانی قلم جایزه آدامویچ را به پاول شرمت عطا کرد و او را بهترین گزارشگر تلویزیونی بلا روس دانست.